# Honda CR-X del Sol
El Honda CR-X del Sol es un automóvil descapotable targa, biplaza, de motor delantero y tracción delantera manufacturado por Honda en la década de los 90. Basado en la plataforma del Honda Civic, el ‘del Sol’ fue el sucesor del popular Honda CRX. Debutó en 1992 en Japón y Europa, y en 1993 en los Estados Unidos.
El nombre hispano de ‘del Sol’ hacía referencia a su techo descapotable. No era un convertible enteramente, pues venía con un techo duro desmontable que se guardaba en el maletero y una ventana trasera retráctil.
En muchos mercados el nombre de CRX se eliminó de la línea del ‘del Sol’ debido a que era significativamente diferente de los modelos anteriores, los cuales eran tres puertas hatchback y no targas. A partir de los modelos de 1995 Honda eliminó el nombre de Civic de los ‘del Sol’ en América.
La producción y ventas de este modelo terminó con los modelos de 1997 en USA y en 1998 en el resto del mundo, con un total de casi 75.000 modelos vendidos en América. El coche fue sustituido en 1999 por el roadster de alto rendimiento llamado Honda S2000.

## Especificaciones
El Honda CR-X del Sol fue lanzado en 1992 en Japón y Europa y en 1993 en USA, con dos niveles de equipamiento; el S y el SI (posteriormente aparecería el modelo SiR)
Estas nomenclaturas cambiaron en Europa con las denominaciones VTI (para el SiR) y ESI (para el Si).
El modelo base S (llamado VXi en Japón, aunque a partir de 1995 se le llamará VGi) montaba un motor de 1.5 L SOHC de 16v y 4 cilindros junto a unas ruedas de 13" y llantas de aleación.
Las versiones japonesas del VXi/VGi montaban el motor serie D15B.

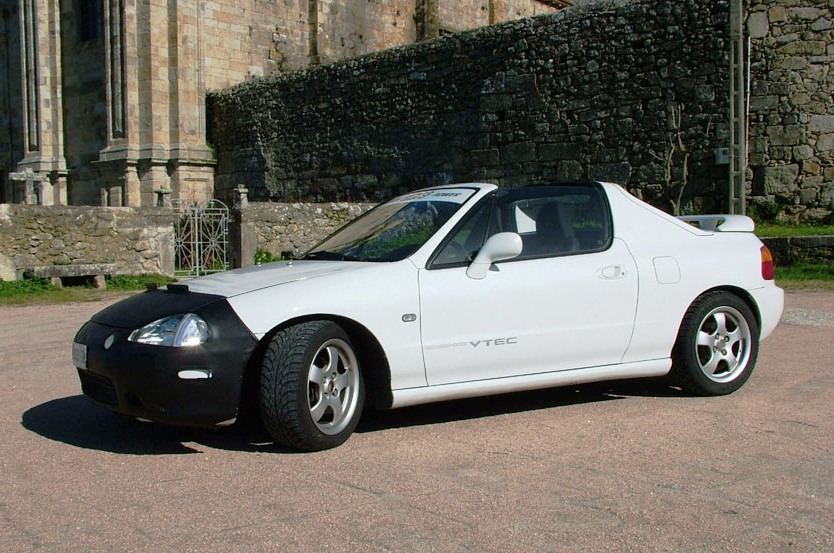
Honda Crx del Sol VTi.

A pesar de la semejanza en su diseño a un coche de motor central, el ‘del Sol’ montaba un diseño de motor delantero transversal igual que el Honda Civic contemporáneo.
El nivel superior llamado Si (ESI en Europa) montaba un motor D16Z6 de 1.6L SOHC 16v y 4 cilindros con el sistema VTEC de Honda con ruedas de 14" y llantas de aleación. Asimismo se ofrecieron otros niveles opcionales de equipamiento como otros colores de carrocería (verde Samba), espejos retrovisores eléctricos, control de velocidad, frenos de disco traseros y barras estabilizadoras frontales.
El siguiente nivel (llamado SiR en Japón y VTi en Europa) montaba motores de 160cv (119kW) Honda DOHC VTEC de la serie B, similares a los motores B16A de los civic japoneses Civic Sir-II. Estos modelos venían con mayores frenos delanteros barras delanteras estabilizadoras mayores, barras adicionales traseras y neumáticos más anchos.
En todos los modelos, las únicas opciones eran el alerón trasero, transmisión automática de 4 velocidades, espejos calefactables, alfombrillas personalizadas, luces antiniebla delanteras, sistema de control de tracción, diferencial autoblocante y aire acondicionado.

## TransTop
Una opción disponible en Japón y Europa fue el TransTop (o techo retráctil), un mecanismo eléctrico que retraía el techo targa en el maletero del coche pulsando un botón del tablero. El peso de este sistema aumentaba el peso del vehículo en unos 80 kg.
Opera con dos barras verticales que levantan verticalmente la tapa del maletero hasta la altura del techo. Un mecanismo a su vez desengancha el techo targa y levanta la parte posterior. Desde la tapa del maletero salen dos barras horizontales que se introducen en la parte posterior resaltada del techo y le conducen hasta un compartimento dentro de la tapa que regresa al habitáculo del maletero.

## Motorizaciones
| Año       | Modelo      | Cilindrada       | Código de motor | kW (Cv)   | Lugar       | Par Motor           | Velocidad máxima |
| --------- | ----------- | ---------------- | --------------- | --------- | ----------- | ------------------- | ---------------- |
| 1992–1995 | 1.5 SOHC    | 1,5 l (1493 cm³) | D15B7           | 76 (102)  | Japón - USA | 133 Nm a 3800 min−1 | 188 km/h         |
| 1996–1997 | 1.6 SOHC    | 1,6 l (1593 cm³) | D16Y7           | 79 (106)  | Japón - USA | 140 Nm a 4600 min−1 | 195 km/h         |
| 1992–1998 | 1.6ESi      | 1,6 l (1590 cm³) | D16Z6           | 92 (125)  | *           | 142 Nm a 5200 min−1 | 205 km/h         |
| 1992–1998 | 1.6VTi-VTEC | 1,6 l (1595 cm³) | B16A2           | 118 (160) | *           | 151 Nm a 7000 min−1 | 210 km/h         |
| 1994–1995 | 1.6 VTEC    | 1,6 l (1595 cm³) | B16A3           | 118 (160) | USA         | 160 Nm a 7500 min−1 | ????             |

- * Mundial

## Cambios en el modelo
Cambios del 1992
- CRX del Sol lanzado con dos niveles de equipamiento - SiR (VTEC) y VXi (S) (Japón)
- CRX del Sol lanzado con dos niveles de equipamiento - VTi (VTEC) y Si (Si) (Europe)

Cambios en 1993
- Civic del Sol lanzado con dos niveles de equipamiento - S (VXi) and Si (Si) (USA)
- (USA) Añadido nuevo motor B16a2 (DOHC VTEC) 160 hp (119 kW)

Cambios en 1994
- Añadido nivel de equipamiento con el VTEC, con el motor B16a3 (DOHC VTEC) 160cv y (USA) suspensiones mejoradas.
- El nivel S recibe barras estabilizadoras frontales.
- (USA) Doble Airbag de serie.

Cambios en 1995
- (USA) La denominación Civic desaparece, se le conocerá como ‘del Sol’ a secas.
- El modelo VXi cambia de nombre a VGi.
- (USA) Rediseñado el techo para evitar la entrada de fugas de agua.
- Añadido ABS en los modelos VTEC, (USA) el peso de serie del coche pasa a ser 1,144 kg.
- (USA) Añadido control remoto de apertura del maletero.
- (USA) Nuevos materiales para los asientos
- (USA) Luz de reserva de gasolina añadida
- (USA) Nuevo diseño de llantas de aleación
- Dirección asistida de serie en SI, VTEC.

Cambios en 1996
- (USA) Eliminación del Motor B16A3
- (USA) Añadido nuevo motor B16a2 (DOHC VTEC) 160 hp (119 kW)
- (USA) El modelo del Sol S recibe el nuevo motor de 1.6L de 106cv, un incremento de 4 cv con respecto al motor anterior de 1.5L
- (USA) El modelo del Sol Si recibe el nuevo motor de 127cv del Honda Civic así como la suspensión y dirección del modelo de 160cv (120 kW) VTEC.
- (USA) Todos los modelos pasan a usar motores de 1.6L 106 hp (79 kW), 127 hp (95 kW) y 160 hp (120 kW)
- (USA) Se rediseña mínimamente el vehículo, con la eliminación de las luces auxiliares delanteras, aumento de la longitud del coche a 4,006 mm y se cambia el parachoques delantero con unas nuevas tomas de aire.

Cambios en 1997
- La producción finaliza en USA

Cambios en 1998
- La producción finaliza en Japón y Europa